# General Dynamics F-16

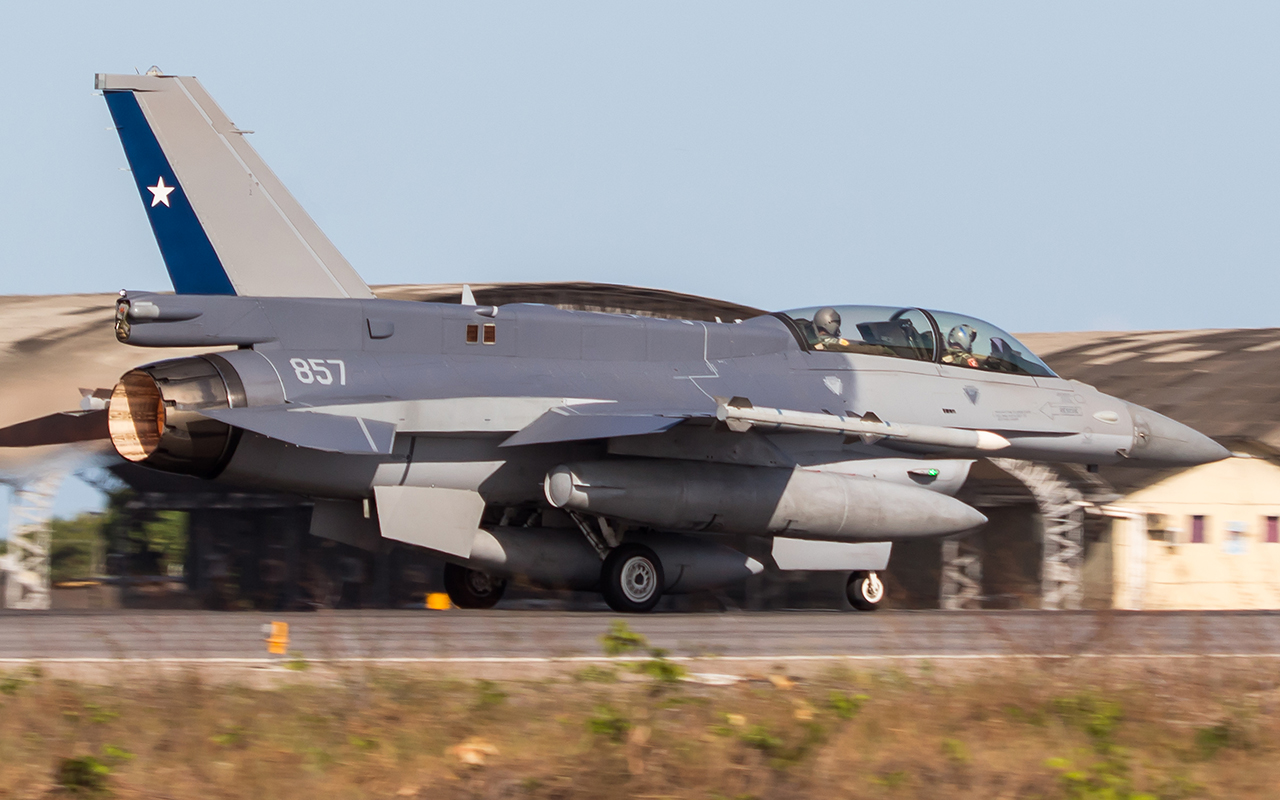
Lockheed Martin F-16D Fighting Falcon Chile Air Force CRUZEX 2024

O General Dynamics F-16 Fighting Falcon  é um caça a jato polivalente, monomotor, altamente manobrável, apto a operar em todas as condições meteorológicas e de luminosidade.
Originalmente concebido e desenvolvido pela General Dynamics para a Força Aérea dos Estados Unidos, a partir de um conceito experimental (LWF), para um interceptor diurno de curto alcance, complementar ao poderoso e sofisticado F-15 Eagle de superioridade aérea.
Foi evoluindo gradualmente para a função de caça-bombardeiro de alto desempenho, com capacidade para actuar em todas as condições atmosféricas de dia e de noite.
A 21 de Julho de 1980, em cerimónia realizada na base aérea de Hill no Utah foi finalmente e oficialmente baptizado "Fighting Falcon". No entanto entre os seus pilotos independentemente da nacionalidade, foi e continua sendo conhecido e apelidado Viper.

## História
A guerra do Vietnam, entre outras evidências, demonstrou que a maioria dos confrontos aéreos envolvendo aeronaves modernas, se situa em altitudes médias e utiliza velocidades entre mach 0,6 e mach 1,6. Demonstrou ainda que caças pequenos, ágeis e com electrónica simplificada, são difíceis de localizar e abater. Numa força aérea de grande dimensão, o papel de um caça de superioridade aérea com toda a panóplia de electrónica sofisticada e alto desempenho em todas as condições de voo, têm o seu papel assegurado, mas torna-se demasiado dispendioso, quando é necessária a compra em grandes quantidades, para combater um inimigo que à partida goza de superioridade numérica. Assim um caça de pequenas dimensões, ágil, com capacidade de aceleração elevada, aviónicos simplificados e com um preço igual ou inferior a metade do preço dos grandes caças de superioridade aérea, torna-se uma opção bastante atractiva.
Com a racionalidade acima descrita em linha de vista, a 6 de Janeiro de 1972, nove empresas foram convidadas a apresentar propostas tendo como data limite, 18 de Fevereiro de 1972. Grumman, Fairchild, McDonnell Douglas e Rockwell declinaram a competição. A Northrop apresentou um projecto baseado no seu P-530 Cobra, com o qual pretendia conseguir suceder ao F-5, a Lockheed usou o CL-200 Lancer, considerado uma actualização do F-104 Starfighter, as restantes três companhias LTV, General Dynamics e a Boeing apresentaram propostas inteiramente novas. No final da competição Northrop e a General Dynamics foram consideradas vencedoras ganhando os contractos para a construção dos protótipos demonstradores de tecnologia na competição do programa LWF.

Com a finalidade de tornar mais apetecível a futura escolha do substituto do F-104 Starfighter por parte dos parceiros Europeus na NATO, o secretário da defesa dos Estados Unidos declarou o fim do programa LWF e a sua substituição pelo ACF (Air Combat Fighter) capacitando o F-16 para o desempenho de caça-bombardeiro polivalente, paralelamente anunciou a compra por parte da USAF de 650 ACF com a possibilidade do número atingir os 1 400 caças.

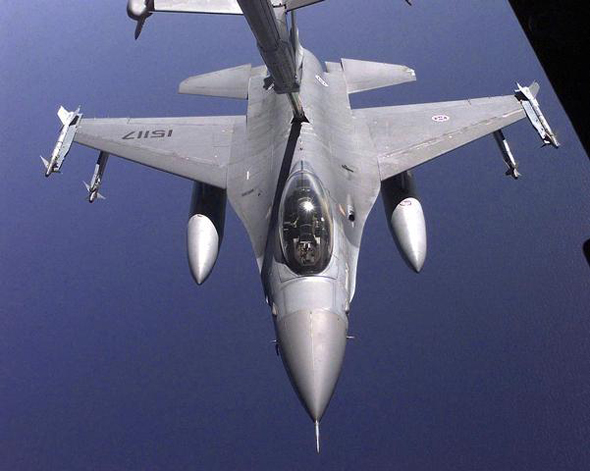
F-16A da Força Aérea Portuguesa reabastece num KC-10 da USAF.

Bélgica, Países Baixos, Dinamarca e Noruega formam um consórcio, (Multinational Fighter Programme Group) para a escolha do sucessor do F-104 Starfighter que saíra das opções: Northrop YF-17 Cobra, Dassault Mirage F1, Saab Viggen e General Dynamics YF-16. A competição revelou-se pouco intensa, devido à superior performance, tecnologia mais avançada e melhores contrapartidas do YF-16, que nem a falta de capacidade nocturna, ataque para além do alcance visual e problemas de juventude com o motor Pratt and Whitney F100-PW-100 ofuscaram. A 7 de Junho de 1975 os quatro Países anunciaram a escolha do F-16 e a compra de 348 unidades. A produção será dividida entre as linhas de montagem da SABCA na Belgica e Fokker nos Países Baixos.
O F-16 é um avião com trem de aterragem convencional em triciclo, a entrada de ar para o motor, situa-se numa posição inferior e recuada e beneficia da ligeira curvatura descendente do nariz do avião, evitando de certo modo a entrada de obectos potencialmente perigosos, possui na base do estabilizador vertical um paraquedas de auxilio na travagem, embora este item nunca tenha sido pedido pelos utilizadores e raramente é usado, está equipado também com um gancho de arresto (igual aos usados nos aviões que operam em porta-aviões) no meio das aletas ventrais traseiras.
O piloto senta-se num assento ejectável ACES II reclinado 30º, e posição subida para tirar o maior proveito da canopy em forma de bolha que proporciona uma visão horizontal e superior de 360º. O piloto utiliza a mão esquerda para o controlo de potência, colocado na consola do mesmo lado e a mão direita para o controlo aerodinâmico do avião, o selector de armamento e disparo, utilizando um manche lateral tipo Joystick o qual acciona um sistema quádruplo e redundante de controlo de voo Fly-by-wire, o sistema possui ainda limitadores da acção do piloto, quando este põe em risco a integridade do avião.
O primeiro F-16A voou pela primeira vez em Dezembro de 1976, ficou operacional no 388º esquadrão na base aérea de Hill no Utah em 1979, a versão de dois lugares F-16B, possuiu dois cockpits, à custa do desaparecimento de um depósito de combustível na fuselagem e de espaço reservado para futuras actualizações de aviónicos, como consequência o raio de acção da versão de dois lugares é inferior 17% em relação à versão monolugar.

A versão F-16C e F-16D são variantes que introduzem controlos e aviónicos mais avançados de raiz ou já testados e aplicados em actualizações de modelos mais antigos.
Em 2015 a maioria dos F-16 em actividade terá cerca de 30 anos e se os aviónicos podem facilmente ser substituídos, o mesmo não acontece com as fuselagens que em alguns países foram sujeitas a um esforço de guerra e atingiram o limite de vida. Em 2010 a USAF abateu ao efectivo 140 unidades e espera-se que o último F-16 seja retirado em 2026.

### Cronologia
Sequência não exaustiva dos principais marcos, nas fases de desenvolvimento e produção do F-16 Fighting Falcon .
- Agosto de 1972 - General Dynamics e Northrop são seleccionadas pela Força Aérea dos Estados Unidos, para a construção de protótipos no âmbito do programa LWF,[nota 5] um dos quais será escolhido para produção.[11]
- 13 de Dezembro de 1973 - O primeiro dos dois protótipos YF-16 sai da fábrica em Fort Worth, Texas.[11]
- 20 de Janeiro de 1974 - Primeiro voo do YF-16.[nota 6] Foi um voo não programado, que apenas aconteceu porque em treinos de terra efectuados a alta velocidade o estabilizador direito raspou na pista, elevando o nariz e guinando fortemente, obrigando o piloto de testes a levantar voo na tentativa de estabilizar a aeronave com sucesso, este primeiro voo teve a duração de seis minutos.[11]
- 2 de Fevereiro de 1974 - Primeiro voo completo e programado do YF-16 número um, atingindo a velocidade de 645 Km/h e 9 200 metros de altura.[11]
- 13 de Janeiro de 1975 - O YF-16 foi declarado vencedor da competição LWF e a USAF anunciou planos para a compra de 650 unidades.[11]
- Junho de 1975 - Países Baixos, Bélgica, Noruega e Dinamarca anunciam planos para a compra de 348 F-16, um acordo de co-produção foi assinado entre os quatro países e os Estados Unidos com início em 1976.[11]
- Dezembro de 1976 - Primeiro voo do F-16A.[11]
- 8 de Agosto de 1977 - Primeiro voo do primeiro F-16B, atingiu a velocidade de mach 1,2 e a altitude de 10 200 metros.[11]
- Junho de 1978 - A USAF anunciou a adopção do esquema de pintura em três tons de cinzento, esquema também adoptado pelos restantes utilizadores.[11]
- 11 de Dezembro de 1978 - Primeiro voo do primeiro F-16, um modelo B de produção Europeia.[11]
- 3 de Maio de 1979 - Primeiro voo do primeiro F-16 da Real Força Aérea Holandesa, que também foi o primeiro a sair da linha de montagem da Fokker

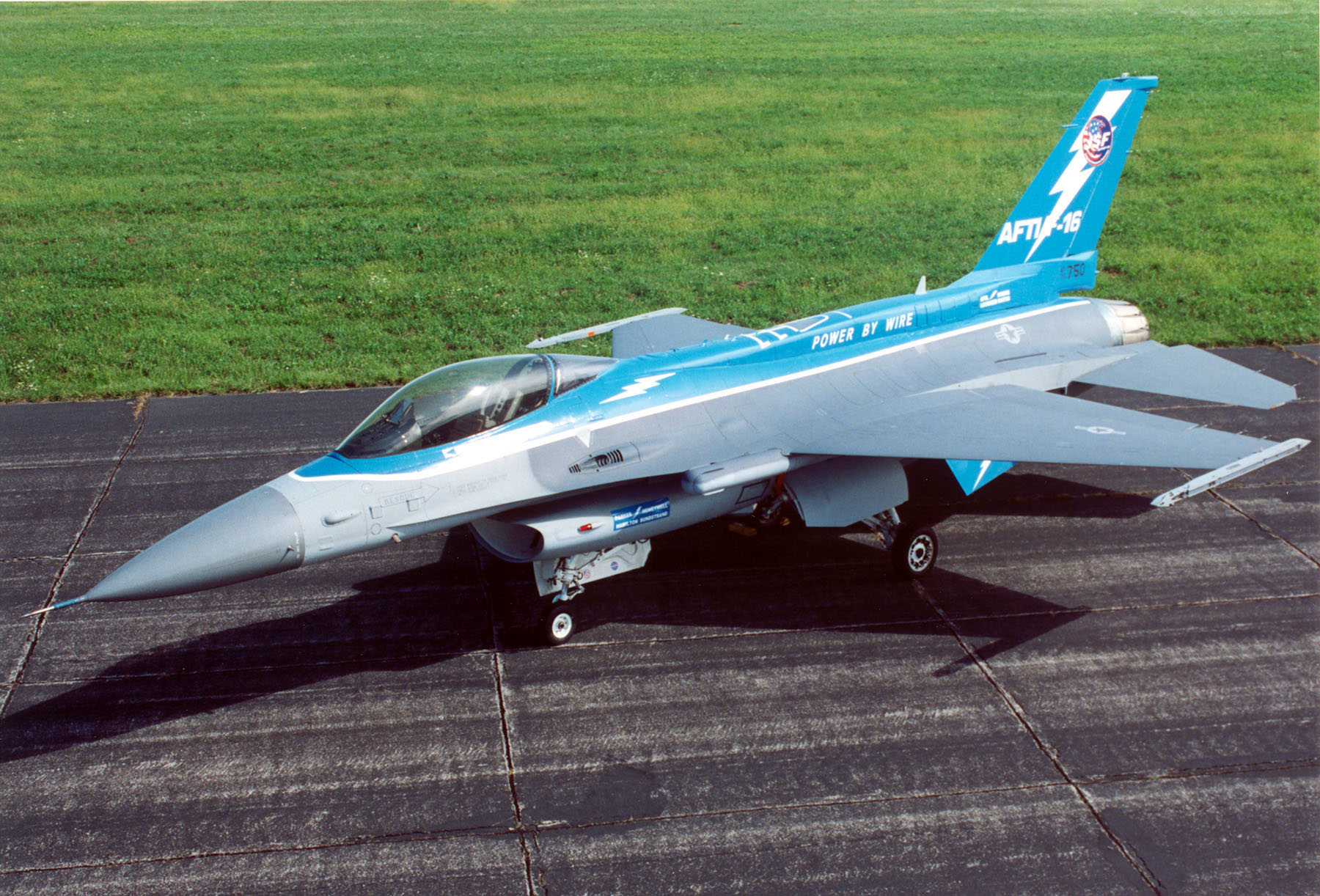
F-16 AFTI

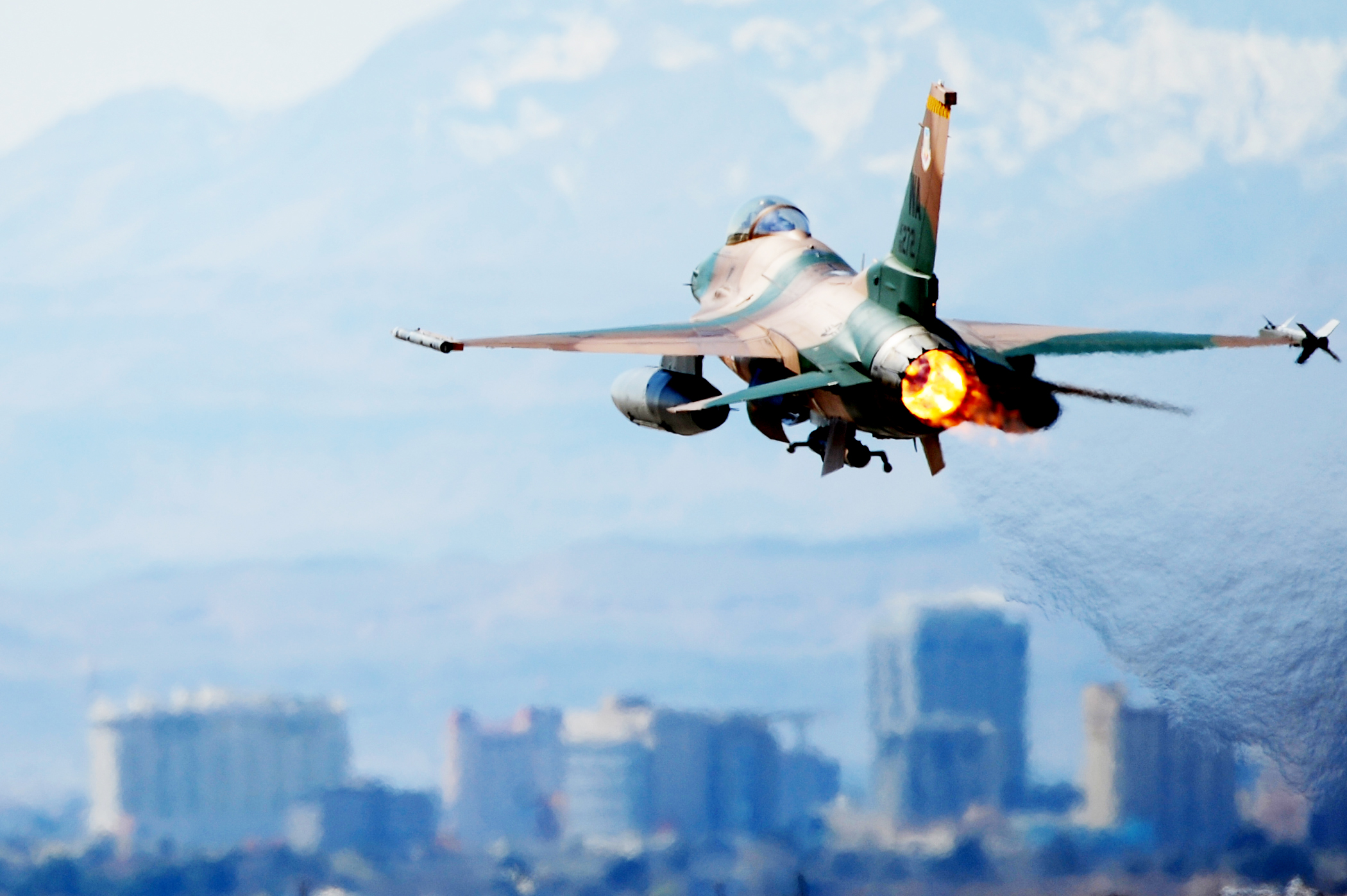
Descolagem com pós-combustão plena

- Novembro de 1979 - A General Dynamics anuncia o F-16/79 um projecto desenvolvido com fundos próprios destinado à exportação, que equipava o F-16 com o motor General Electric J-79, o mesmo do F-4 Phantom.
- Janeiro de 1980 - Entregues os primeiros F-16 à Noruega, Dinamarca e Israel.
- Julho de 1980 - Oficialmente baptizado Fighting Falcon.[11]
- 29 de Outubro de 1980 - Primeiro voo do protótipo F-16/79[11]
- 7 de Junho de 1981 - Primeira acção de combate real efectuada por um F-16, quando aviões da Força Aérea Israelita atacaram com sucesso, o complexo nuclear em construção Osirak, junto a Bagdade.[11]
- Agosto de 1981 - Todos os F-16 ficaram retidos no solo, após um acidente fatal. Foram instalados kits de correcção nos motores, depois de identificada a causa que originou o acidente, após duas semanas todas as aeronaves voltaram aos céus.[11]
- Janeiro de 1982 - O Egipto aceita o seu primeiro F-16, 23 meses depois da assinatura da carta de intenções entre o seu governo e o governo Norte-Americano.[11]
- Julho de 1982 - O F-16 AFTI e o F-16XL fazem os seus primeiros voos.[11]
- Julho de 1983 - Entregue o milésimo (1000) à USAF. Activada a primeira base da Guarda Aérea Nacional (ANG) equipada com F-16.[11]
- Setembro de 1983 - A Venezuela recebe o seu primeiro F-16. A Turquia anunia a intenção de adquirir 160 F-16.[11]
- Janeiro de 1984 - É activada a primeira base da Força Aérea de Reserva dos Estados Unidos totalmente equipada com F-16.[11]
- 19 de Junho de 1984 - Primeiro voo do F-16C.[11]
- Janeiro de 1986 - São ultrapassadas um milhão de horas de voo do F-16 na USAF, com 150 pilotos a atingirem um total de 1 000 horas de voo e dois pilotos com 2 000. horas.[11]
- Julho de 1987 - A Turquia recebe o seu primeiro F-16.[11]
- Fevereiro de 1988 - Aceite por Singapura o primeiro F-16 o qual ficou retido nos Estados Unidos para treino de tripulações.[11]
- Maio de 1988 - Israel encomenda mais 60 F-16C/D. A Tailândia recebe o seu primeiro F-16A.[11]
- Outubro de 1989 - Indonésia recebe o seu primeiro F-16A.[11]
- Março de 1990 - O Bahrain recebe o seu primeiro F-16C/D.[11]
- Junho de 1990 - O Congresso dos Estados Unidos foi informado da intenção de Portugal de comprar vinte F-16A/B.[11]
- Dezembro de 1990 - Portugal torna-se o 17.º País a encomendar o F-16.[11]
- Janeiro 1991 - Começo da operação Tempestade no Deserto, onde 25% das missões foram atribuídas aos F-16, superando as 13 500 no final das hostilidades, com um sucesso de 92,5%.[11]
- Maio de 1991 - Noruega, Dinamarca, Países Baixos e Bélgica reafirmam o seu compromisso com a implementação do programa MLU nos F-16A/B. A US Navy deixa de utilizar os seus F-16N, devido a problemas estruturais na fuselagem central, os aviões da USAF apresentaram os mesmos problemas, mas uma diferente filosofia na abordagem do problema, optou pela utilização sem restrições até serem encontradas soluções.[11]
- Dezembro de 1991 - O número de F-16 entregues e em operação em todo o mundo atinge os 3 000 exemplares, com mais 750 a serem negociados e 100 já contratados para entrega. A Tailândia reafirma o compromisso para a compra de mais 18 F-16A/B.[11]
- 18 de Julho 1994 - Entrega dos primeiros quatro F-16 a Portugal.[12]
- 30 de Novembro de 1998 - Assinatura da carta de aceitação do segundo lote de 'F-16 composto por 25 aeronaves, para a Força Aérea Portuguesa.[12]
- Fevereiro de 2010 - O total de F-16 construídos englobando todas as versões e variantes atinge o número 4 426.

### Produção
| General Dynamics/Lockheed/Lockheed Martin | SABCA | FOKKER | TAI | SAMSUNG |
| 3 501                                     | 222   | 300    | 277 | 126     |

| F-16A/B                                                                                      | F-16A/B                                                                                      | F-16A/B                                                                                      | F-16A/B                                                                                      | F-16A/B                                                                                      | F-16A/B                                                                                      | F-16C/D                                                                                      | F-16C/D                                                                                      | F-16C/D                                                                                      | F-16C/D                                                                                      | F-16C/D               | F-16C/D               | F-16C/D               | F-16E/F               |  |
| -------------------------------------------------------------------------------------------- | -------------------------------------------------------------------------------------------- | -------------------------------------------------------------------------------------------- | -------------------------------------------------------------------------------------------- | -------------------------------------------------------------------------------------------- | -------------------------------------------------------------------------------------------- | -------------------------------------------------------------------------------------------- | -------------------------------------------------------------------------------------------- | -------------------------------------------------------------------------------------------- | -------------------------------------------------------------------------------------------- | --------------------- | --------------------- | --------------------- | --------------------- |  |
| Bloco 1                                                                                      | Bloco 5                                                                                      | Bloco 10                                                                                     | Bloco 15                                                                                     | Bloco 15 OCU                                                                                 | Bloco 20                                                                                     | Bloco 25                                                                                     | Bloco 30                                                                                     | Bloco 32                                                                                     | Bloco 40                                                                                     | Bloco 42              | Bloco 50              | Bloco 52              | Bloco 60              |  |
| 94                                                                                           | 128                                                                                          | 326                                                                                          | 769                                                                                          | 186                                                                                          | 150                                                                                          | 244                                                                                          | 592                                                                                          | 141                                                                                          | 602                                                                                          | 197                   | 357                   | 517                   | 80                    |  |
| Foram ainda produzidos 11 F-16A e 4 F-16B de pré produção, 2 YF-16 e 26 F-16N para a US Navy | Foram ainda produzidos 11 F-16A e 4 F-16B de pré produção, 2 YF-16 e 26 F-16N para a US Navy | Foram ainda produzidos 11 F-16A e 4 F-16B de pré produção, 2 YF-16 e 26 F-16N para a US Navy | Foram ainda produzidos 11 F-16A e 4 F-16B de pré produção, 2 YF-16 e 26 F-16N para a US Navy | Foram ainda produzidos 11 F-16A e 4 F-16B de pré produção, 2 YF-16 e 26 F-16N para a US Navy | Foram ainda produzidos 11 F-16A e 4 F-16B de pré produção, 2 YF-16 e 26 F-16N para a US Navy | Foram ainda produzidos 11 F-16A e 4 F-16B de pré produção, 2 YF-16 e 26 F-16N para a US Navy | Foram ainda produzidos 11 F-16A e 4 F-16B de pré produção, 2 YF-16 e 26 F-16N para a US Navy | Foram ainda produzidos 11 F-16A e 4 F-16B de pré produção, 2 YF-16 e 26 F-16N para a US Navy | Foram ainda produzidos 11 F-16A e 4 F-16B de pré produção, 2 YF-16 e 26 F-16N para a US Navy | Total produzido 4 426 | Total produzido 4 426 | Total produzido 4 426 | Total produzido 4 426 |  |

Os dados transpostos nas tabelas, demostram resultados até Fevereiro 2010.

## Envolvimento operacional

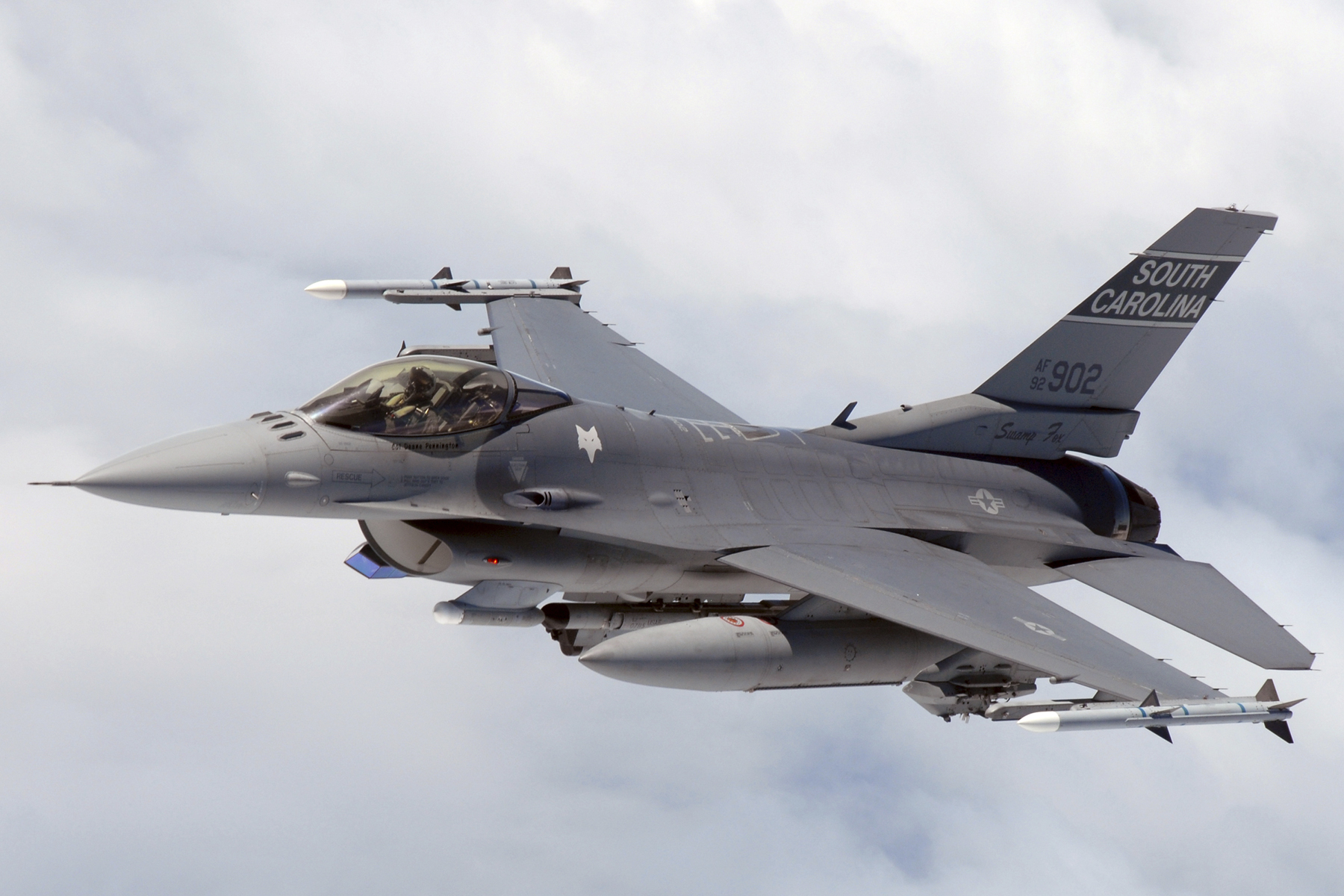
Um F-16 norte-americano.

Dados não exaustivos obtidos de Aerospaceweb.org, martinfrost.ws, Pakistan Border Battles, Falcons Against the Jihad, F-16.net
- Iraque - Ataque à central nuclear de Osirak. (Israel, Junho 1981)
  - Dois meses antes do ataque à central nuclear, o F-16 obteve a sua primeira vitória ao abater um helicóptero Mil Mi-8.
- Guerra civil do Líbano (Israel, 1982)
  - Operação paz para a Galileia (1ª Guerra civil do Líbano) com começo a 9 de Junho e que se prolongou por mais dois dias, F-16 Israelitas reclamaram o abate de 44 aeronaves Sírias, a maioria Mig-21 e Mig-23, contra nenhuma perda naquelas que ainda hoje são consideradas das maiores batalhas entre aviões a jacto, alguma vez realizadas.
- Guerra Afegã-Soviética - (Paquistão, 1986-1988)
  - Entre Maio de 1986 e Dezembro de 1988, F-16 Paquistaneses na defesa da soberania aérea, derrubaram: 3x SU-22, 1x An-26 da Força Aérea do Afeganistão e 1x Sukhoi Su-25, 2x Mig-23, 1x Antonov An-24, 1x An-26 Soviéticos.
- Iraque - Operação Tempestade no Deserto (USAF, 1991)
  - 249 F-16 da USAF participaram e executaram 13 340 missões. Foram perdidos cinco aviões, dois devido a acidente e os restantes três por mísseis superfície-ar, outros houve que ficaram danificados e conseguiram regressar, voltaram ao activo após reparação.
- Iraque - Operação "Northern Watch" (USAF, 1991-2003)
- Iraque - Operação "Southern Watch" (USAF, 1991-2003)
  - A 27 Dezembro 1992, um F-16D abateu um MiG-25 Iraquiano usando um AIM-120 AMRAAM, naquela que foi a primeira vitória de um F-16 da USAF. A 17 de Janeiro de 1993, foi destruído um MIG-23 também por um AIM-120 AMRAAM.
- Venezuela - Golpe de Estado (Venezuela, 1992)
  - Dois F-16 participaram na tentativa de golpe de estado, abateram dois OV-10 Bronco e um AT-27 Tucano.
- Bósnia - Operação "Deliberate Force" (USAF, Países Baixos, 1995)
- Kosovo - Operação "Allied Force" (USAF, 1999)
  - Cinco J-21 Jastreb e um Mig-29 abatidos por F-16 da USAF, um outro  Mig-29 abatido por um F-16 Holandês. A USAF perdeu três aviões abatidos por um SA-3 Goa, um SA-6 Gainful e o terceiro despenhou-se por falta de combustível. A Força Aérea Portuguesa também enviou caças F-16s para contribuir para o esforço de guerra.
- Guerra de Kargil (Paquistão, 1999)

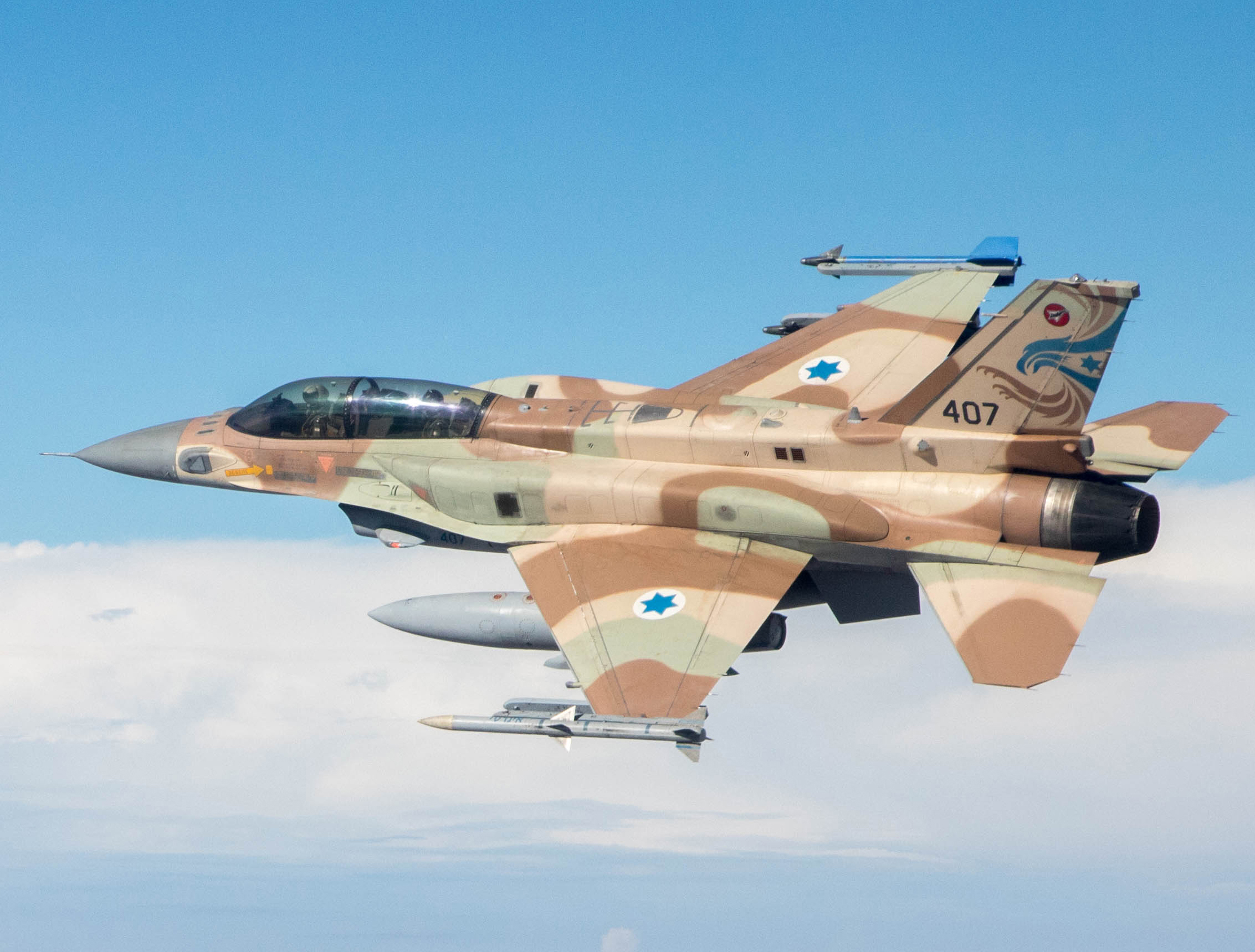
Um F-16I da força aérea israelense.

- Conflito Israelo-Palestiniano (Israel, 2000-presente)
- Estados Unidos - Operação de segurança interna (USAF, 2001-presente)
- Afeganistão - Operação liberdade duradoura (USAF, Bélgica, Dinamarca, Países Baixos, Noruega, 2001-2016)
- Abate de dois UAV Indianos (Paquistão, 2002)
- Iraque - Operação "Iraqi Freedom" (USAF, 2003-2011)
  - Um F-16C em patrulha destruiu com um míssil AGM-88 HARM  um radar de controlo de tiro de uma bateria de mísseis MIM-104 Patriot, quando este o considerou um alvo. Foram perdidos em acidentes quatro F-16 e foram dois F-16 que no dia 29 de Junho de 2008, usando uma GBU-12 Paveway II e uma GBU-38 guiada por GPS, destruíram a casa onde se abrigava Abu Musab al-Zarqawi, matando o líder da Al-Qaeda no Iraque.
- Grécia-Turquia escaramuças fronteiriças (Grécia, Turquia, 2006)
  - 10 de Outubro de 1996 um F-16D Turco, foi abatido acidentalmente por um Mirage 2000 em águas internacionais, mas disputadas por ambos os Países.
- Segunda guerra do Líbano (Israel, 2006)
  - A única baixa de um F-16I Israelita por acidente, quando levantava voo para uma missão no Líbano um dos pneus rebentou. O pilotou ejectou-se em segurança.
- Síria - ataque a instalações nucleares (Israel, 2007)
- Conflito de Gaza (Israel, 2008-2009, 2024)
- Sudão - ataque a comboio de armas (Israel, 2009)
- Invasão russa da Ucrânia (2022-presente) 
  - Utilizado pela primeira vez em meados de 2024.[19]

## Versões
Compilação de dados: General Dynamics - Aircraft and their Predecesors, F-16 Versions,
- Principais 
  - F-16A/B

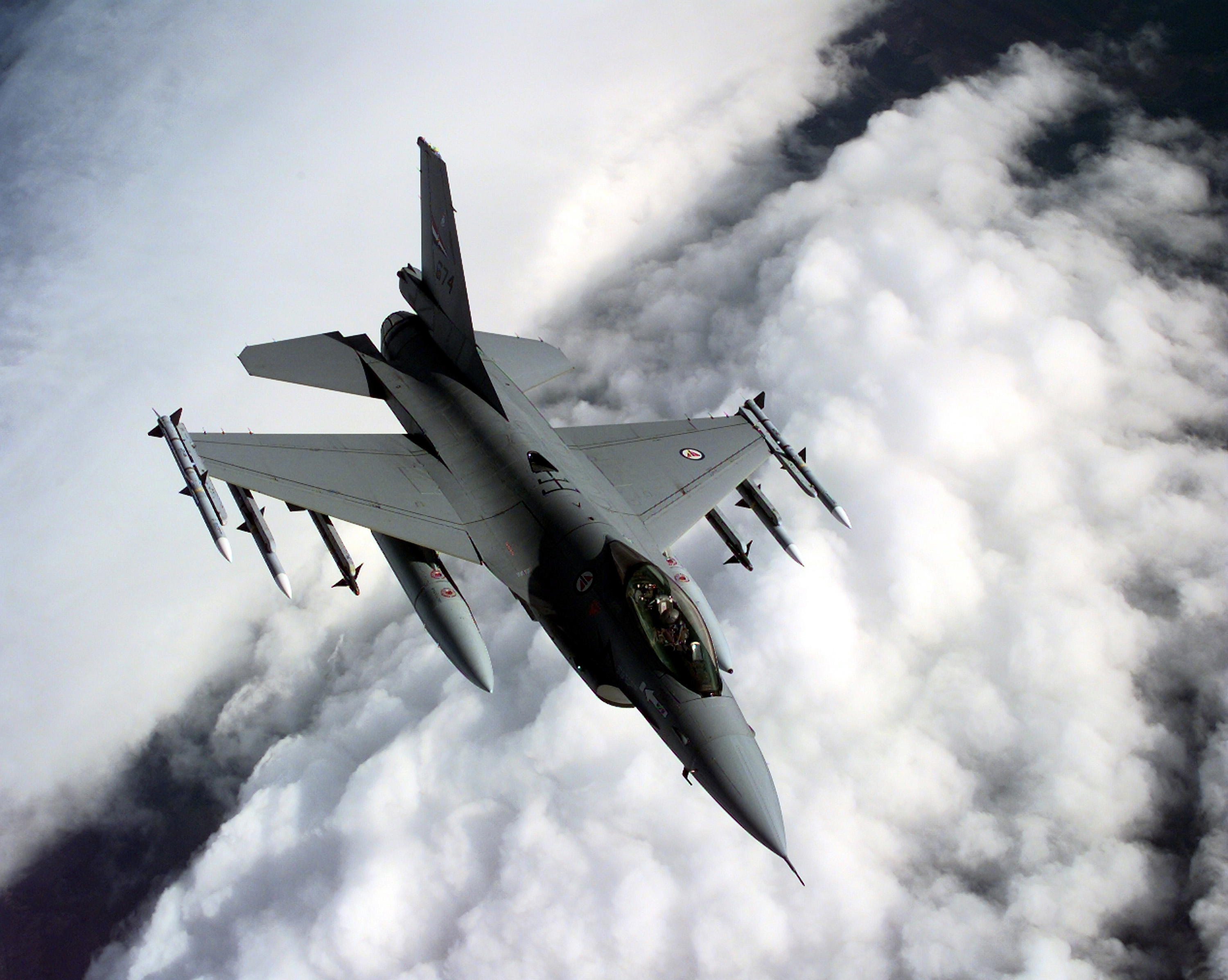
F-16A Norueguês sobre os Balcãs

    - Block 1 - Versão de produção inicial, produzidas 94 unidades, distinguia-se visualmente pela redoma do radar AN/APG-66 pintada de preto. A maioria foi actualizada para o padrão block 10 em 1982 através do programa Pacer Loft.
    - Block 5 - 128 unidades produzidas. Redoma do radar pintada em cinzento devido aos pilotos afirmarem, que a anterior pintada a preto era demasiado visível. Actualizados para o padrão block 10 em 1983 através do programa Pacer Loft II.
    - Block 10 - Ligeira actualização dos aviónicos.
    - Block 15 - A versão produzida em maior quantidade, introduziu novos estabilizadores, 30% maiores, bem como adicionou mais dois pontos de fixação para armamento (5R e 5L), rádios na banda UHF (Have Quick I) mais seguros e melhoria do conforto do piloto optimizando o ar condicionado do cockpit.
    - 15OCU Actualização OCU (Operational Capabilities Upgrade programme), melhoria dos aviónicos, do sistema de controlo de tiro, o radar foi actualizado com uma melhor capacidade de defesa aérea, aumento da capacidade estrutural das asas, foi ainda introduzido o motor Pratt & Whitney F100-PW-220E, capacidade para transportar e disparar o AGM-65 Maverick, AIM-120 AMRAAM e o  míssil antinavio de origem Norueguesa AGM-119 Penguim. O peso máximo à descolagem aumentou para 17 010Kg. Todos os block 15 produzidos após Janeiro de 1988 foram-no segundo o padrão OCU.
    - Block 20 - Designação reservada em 1980 e atribuída mais tarde aos 150 F-16A/B block 15 vendidos a Taiwan e já com a actualização MLU que os equiparava aos F-16C Block 50 da USAF.F-16 USAF

  - F-16C/D

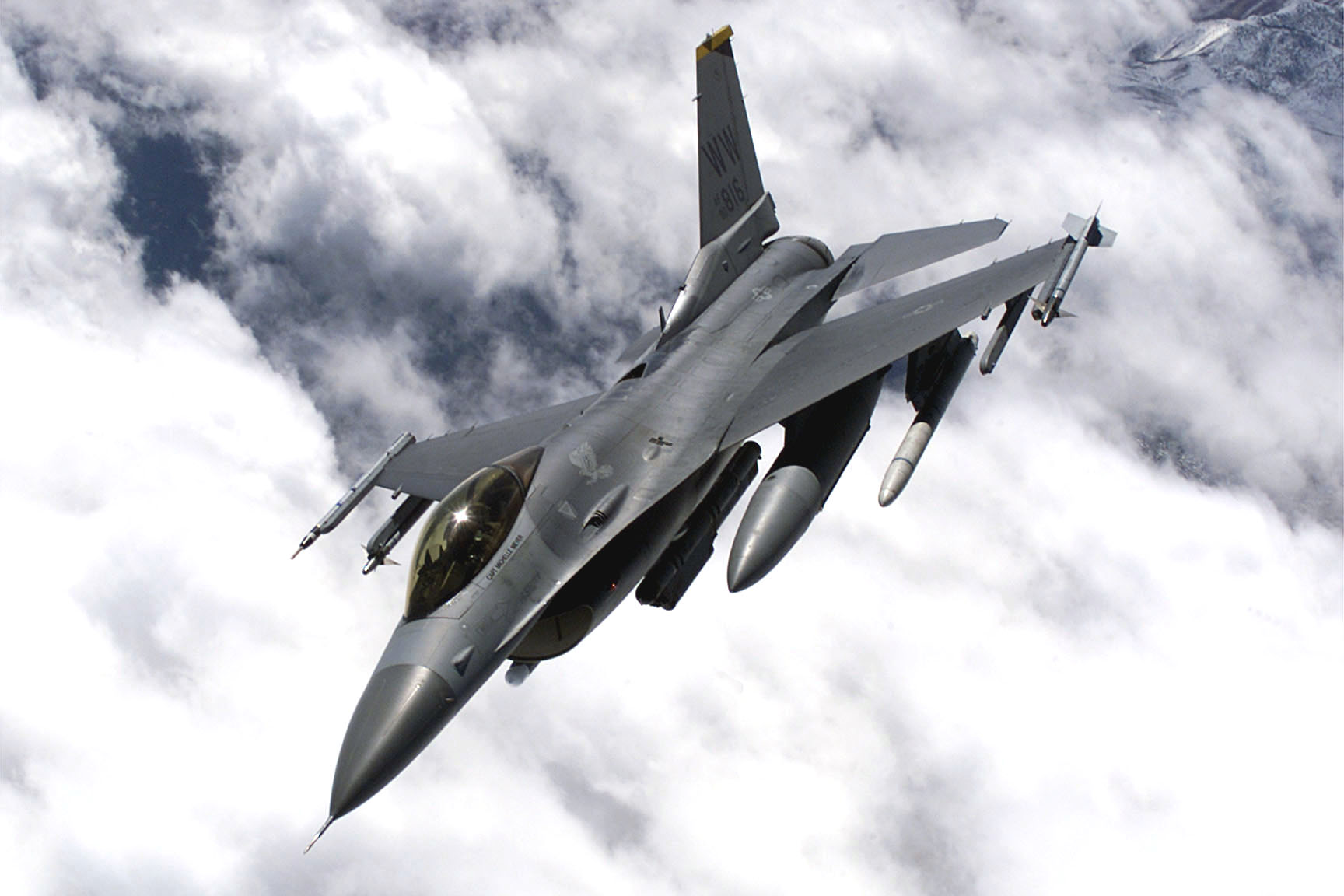
F-16 USAF

    - block 25 - Início da segunda geração do F-16 introduz um novo radar o AN/APG-68 com maior alcance, melhor resolução e mais modos de operação, HUD holográfico, actualização do computador de controlo de tiro e da gestão do armamento, radar-altímetro e rádio UHF resistente às interferências electrónicas, INS[nota 7] e uma actualização geral dos restantes aviónicos. O peso máximo à descolagem subiu para 19 640kg.
    - Block 30/32 - Início do programa "AFE" (Alternative Fighter Engine), no qual a USAF ao adquirir um motor alternativo para equipar o F-16, tencionava manter os custos de produção em valores competitivos. Assim todas as construções subsequentes dos blocos terminados em 2 seriam equipadas com o motor da Pratt & Whitney e nos blocos terminados em zero seriam montados os motores da General Electric, o qual ligeiramente mais potente necessitava de um maior fluxo de ar, o que obrigou a redesenhar a entrada de ar tornando-a maior. Por sua vez o motor da Pratt & Whitney não conseguia acomodar o maior fluxo de ar, daí resultou a montagem em células com a entrada de ar original.
    - Block 40/42 - Usou durante um pequeno período de tempo, a designação não oficial de F-16CG/DG, designação esta que foi vetada pelo Congresso Norte-Americano por razões políticas.[nota 8] Introduzido um novo HUD holográfico, novo receptor de GPS, versão cinco do radar APG-68,[nota 9] controlos de voo digitais, e a mais importante inovação a adopção do sistema de navegação e aquisição de alvos para voo nocturno LANTIRN, o qual obrigou a um alongamento do trem de aterragem. Foi ainda reforçada a estrutura da célula capacitando a aeronave para atingir 9G com cerca de 8 000Kg de carga externa, a carga máxima admissível foi ainda aumentada para 19 200Kg.
    - Block 50/52 - Introdução de versões melhoradas de ambos os motores, actualizações ao nível do software, adequação do cockpit para ambiente nocturno.
      - Block 50/52 Plus - Versão melhorada do Block 50/52 com a introdução de provisões especiais para o lançamento em condições meteorológicas adversas da munição Joint Direct Attack Munition (JDAM),[nota 10] versão nove do radar AN/APG-68(V)9, aviso de aproximação de míssil passivo e capacidade para usar tanques de combustível de maior capacidade.

  - F-16E/F

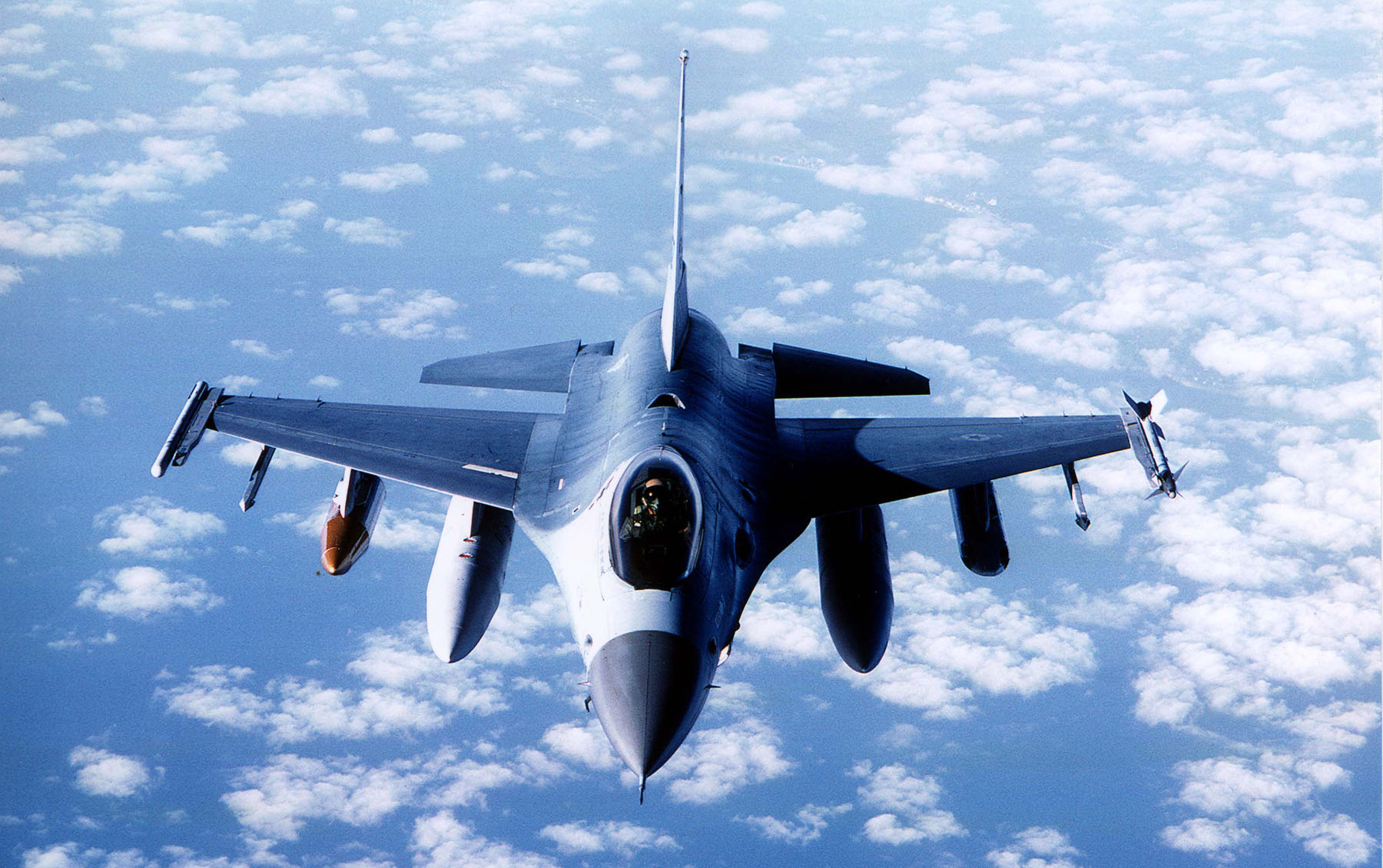
F-16 USAF

    - block 60F-16 USAF - Referência reservada em 1989 para uma versão do F-16 equipada com um canhão de 30mm destinada a substituir o A-10 Thunderbolt II e que foi abandonada. A referência foi recuperada e atribuída à versão de exportação para os Emirados Árabes Unidos, 55 F-16E e 25 F-16F. Equipada com o motor F110-GE-132 e o radar AN/APG-80, possui a mesma capacidade de armamento do Block 50. Foram entregues entre 2004 e 2007.

  -  Especializadas / Projectos / Propostas 
    - F-16 MLU - Modernização de meia-vida aplicada aos F-16 Noruegueses, Dinamarqueses, Holandeses, Belgas e Portugueses, que os colocou ao nível dos Block 50 da USAF. Passaram ainda pela actualização "Falcon Up", que capacitou a estrutura da fuselagem para atingir um ciclo de vida de 8 000 horas de voo. As actualizações incluíram um novo computador (MMC - Modular Mission Computer) derivado do que equipa o F-22 Raptor, radar AN/APG-66 actualizado para o padrão AN/APG-66(V)2, integração do míssil AIM-120 AMRAAM e do sistema avançado de interrogação de aeronaves (AIFF), Head up display (HUD) no capacete. Foram designados oficialmente F-16AM e F-16BM.
    - F-16 ADF - Actualização  dos F-16A Block 15 da USAF para uso da Guarda Aérea Nacional (ANG), dos Estados Unidos, para o padrão OCU e actualização do radar, AN/APG-66(V)1, com capacidade extra de rastreio e emissão de onda contínua para guiamento de mísseis, com alcance para lá do horizonte, AIM-7 Sparrow e posteriormente AIM-120 AMRAAM.

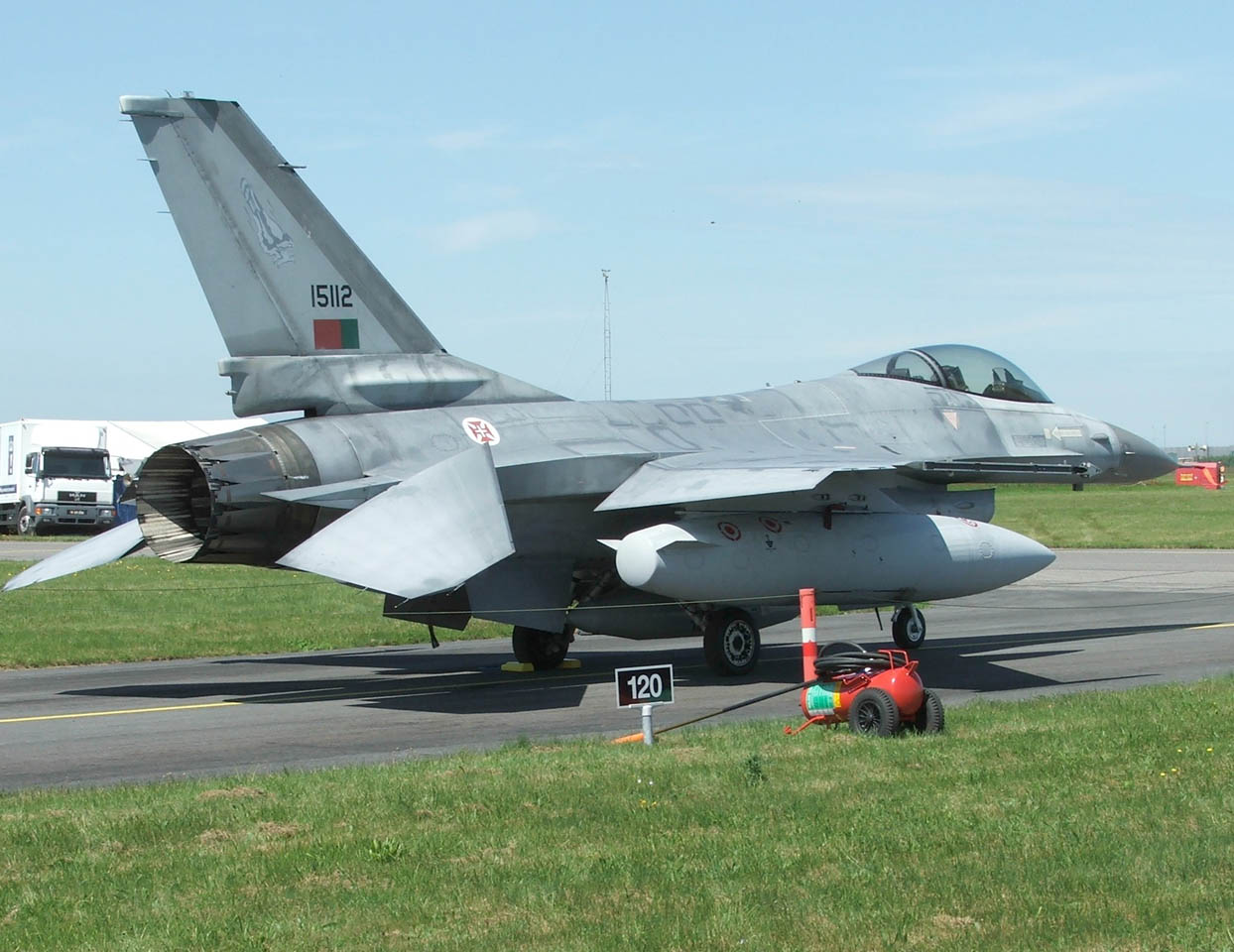
F-16A da FAP na BA de Karup, Dinamarca

    - F-16N/TF-16NF-16A da FAP na BA de Karup, Dinamarca - Versão para a US Navy baseada no F-16C/D Block 30, sem armamento, para treino de combate (Aggressor aircraf) em ambiente real, construídos 22 F-16N e quatro TF-16N, operaram entre 1988 e 1998 quando foram descobertas fissuras na estrutura da fuselagem, por falta de recursos a Marinha não os substituiu. Foram-no  em 2003 pelos F-16 já construídos, destinados ao Paquistão mas cujo fornecimento foi embargado.
    - RF-16/F-16(R) - A General Dynamics apresentou vários projectos, para uma versão de reconhecimento do F-16, em face da necessidade mais ou menos premente de substituição do RF-4C na USAF, Mirage VBR na Bélgica e Saab Draken J-35XD na Dinamarca. No entanto nenhuma versão especializada de reconhecimento chegou à fase de produção, sendo a opção a utilização de casulos de reconhecimento.
    - F/A-16 CAS Modificação efectuada a 24 F-16A/B Block 10, para uso na missão de apoio aéreo próximo e interdição do campo de batalha, pela adopção de um canhão de 30mm "Avenger", igual ao que equipa o A-10 Thunderbolt II, fortes vibrações e a alta velocidade do F-16 inviabilizaram a sua eficiência. Outras modificações em outras fuselagens foram efectuadas, incluindo testes em situação real de combate na operação Desert Storm no Iraque, na tentativa de conseguir um substituto para o A-10 Thunderbolt II, sempre sem sucesso.
    - F-16/101 - Modificação efectuada à primeira fuselagem de pré-produção, para avaliação e desenvolvimento do motor General Electric F110-GE-100.

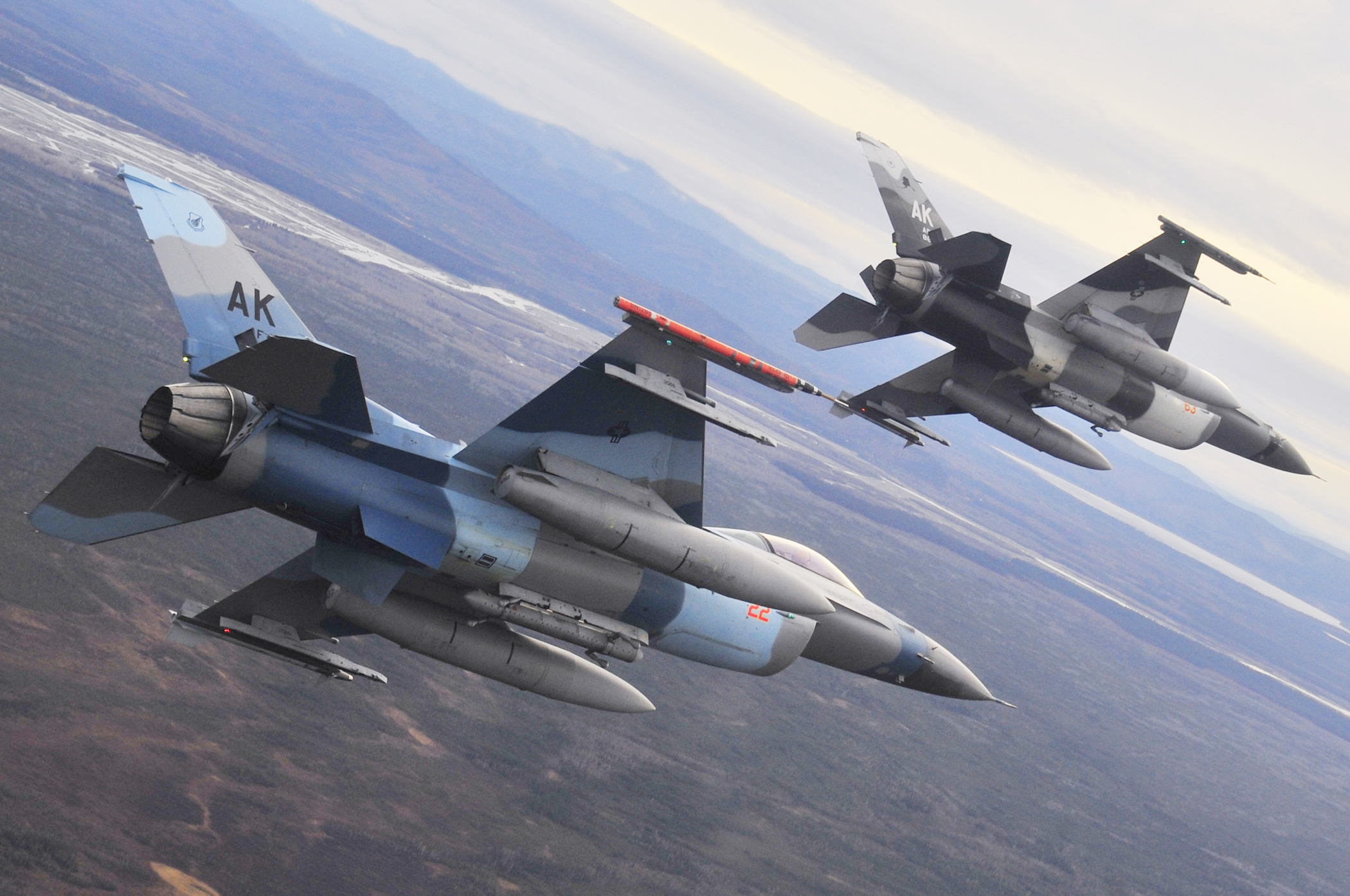
Dois F-16N "agressors" da US Navy voando sobre o Alaska durante o exercício de treino "Red Flag"

    - F-16/79 Dois F-16N "agressors" da US Navy voando sobre o Alaska durante o exercício de treino "Red Flag" - Durante a presidência de Jimmy Carter foi decidido que os Estados Unidos não venderiam armamento tecnologicamente avançado ou igual ao utilizado pelas suas Forças Armadas, a excepção seriam os parceiros da NATO que já tinham formalizado a compra do F-16 e Israel. Assim a General Dynamics propôs uma versão de baixo custo em tudo igual ao original F-16 mas motorizada com o motor J-79 que equipava o F-4 Phantom II. No início do ano de 1981, o republicano Ronald Reagan assumiu a Presidência dos Estados Unidos e houve relaxamento da política de exportação de armas. Assim, o F-16A/B pôde ser comercializado com outros países aliados e o projeto do F-16/79 foi descontinuado.[22]
    - F-16/CCV Modificação efectuada ao primeiro protótipo YF-16 pela adição de dois "canards", para teste da tecnologia CCV (Control-Configured Vehicle).
    - F-16 AFTI - Conversão de uma fuselagem de pré-produção para continuação dos testes CCV e outras tecnologias como: sistema de controlo de voo digital, sistema de controlo por voz, aquisição de alvos montado na viseira do capacete de voo
    - F-16 XL - Versão especial com asa em delta ao abrigo do programa SCAMP[nota 11] (Supersonic Cruise and Manoeuvring Program). Disputou com o F-15E strike Eagle o programa ATF[nota 12]' (advanced tactical fighter) o qual veio a perder.
    - F-16X - Proposta da Lockheed Martin para a substituição do F-16 na USAF. Teria as asas derivadas das do F-22 Raptor e não possuiria estabilizadores verticais.
    - F-16 Agile Falcon -  Proposta da General Dynamics alternativa de baixo custo ao F-22 Raptor propulsionada pelo General Electric F110-GE-129 ou Pratt & Whitney F100-PW-229 e asas 25% maiores em relação ao original. Não despertou interesse por parte de potenciais compradores.

## Utilizadores

Utilizadores do F-16 Fighting Falcon (2024). Em azul são os utilizadores atuais, vermelho são os ex-utilizadores e em preto os potenciais utilizadores.

| Argentina              | Bélgica  | Bahrein        | Chile     | Coreia do Sul | Dinamarca |
| Emirados Árabes Unidos | Egito    | Estados Unidos | Grécia    | Países Baixos | Indonésia |
| Israel                 | Itália   | Jordânia       | Marrocos  | Noruega       | Omã       |
| Paquistão              | Portugal | Polónia        | Singapura | Tailândia     | Taiwan    |
| Turquia                | Ucrânia  | Venezuela      |           |               |           |

## F-16 na Força Aérea Portuguesa

### Peace Atlantis I
Portugal iniciou a era F-16 aquando da formalização do acordo Peace Atlantis I, com a assinatura da carta de aceitação em Agosto de 1990. O acordo além do fornecimento de 17 F-16A e 3 F-16B, previa peças de substituição, equipamento de suporte e apoio, manuais de pilotagem e manutenção, instrução de pilotos e equipes de manutenção, participação da FAP no Grupo de Coordenação Técnica do F-16, e no Programa Integrado da Estrutura do Avião.

Os aviões eram de construção nova no padrão block 15OCU, o que os tornava quase idênticos ao F-16ADF, a única coisa que os diferencia é a inexistência das antenas AIFF na frente da canopy, acresce que a versão Portuguesa possui algumas melhorias entre as quais, um giroscópio laser, Wide-Angle HUD, motores Pratt & Whitney F100-PW-220E e capacidade de disparo do míssil AIM-120 AMRAAM.

### Peace Atlantis II
Em 1996 foi efectuado um pedido adicional de 21 F-16A e 4 F-16B. Este segundo lote de F-16 em segunda mão, destinavam-se à substituição directa do A-7P na função de ataque ao solo e seriam capacitados para ataque diurno e nocturno pela actualização MLU. A 20 de Novembro de 1997 o Departamento de Defesa dos Estados Unidos anuncia a disponibilidade de 25 F-16A/B Block 15 usados a custo zero, sendo Portugal responsável pelo seu transporte. A carta de intenções é assinada a 30 de Novembro de 1998 e inclui as 25 aeronaves usadas a custo zero, novos motores F100-PW-220E, transporte, apoio logístico e vinte kits de modernização MLU, pelo valor de 268 milhões de dólares (preços de 1998) pagos em prestações até ao ano de 2004. A este programa foi dado o nome código Peace Atlantis II.

### Unidades no ativo e vendas à Força Aérea da Roménia
Após ter recebido um total de 45 F-16 (38 F-16A e 7 F-16B) na década de 1990, a Força Aérea apenas tinha 40 F-16 no ativo no início da década de 2000 pois uma aeronave ficou destruída num acidente em 2002, outra é utilizada para exposições estáticas por todo o país, uma está exposta na porta de armas da Base Aérea de Monte Real e duas estavam armazenadas. Em 2013 o Estado Português vendeu 12 F-16 à Força Aérea da Roménia e para não ficar com apenas 28 F-16 no ativo, decide reativar os 2 F-16 armazenados (n/c 15142 e 15143) e adquirir 3 F-16 aos Estados Unidos, ficando assim com 33 unidades. Em 2020 o Estado Português vende mais 5 F-16 à Força Aérea da Roménia ficando com 28 F-16 (25 F-16A e 3 F-16B).
Todas as aeronaves operam na Base Aérea nº5 em Monte Real, divididas por duas Esquadras:
- Esquadra 201 - Falcões - constituída pelos aviões fornecidos pelo programa Peace Atlantis I.
- Esquadra 301 - Jaguares - constituída pelos aviões fornecidos pelo programa Peace Atlantis II.

| Nº seríe | Data Entrega FAP | Versão inicial FAP   | Versão actual FAP  | Estado actual | Notas       |
| -------- | ---------------- | -------------------- | ------------------ | ------------- | ----------- |
| 93-0465  | 30 Jan 1994      | F-16A Block 15AT OCU | F-16A Block 20 MLU | activo        |             |
| 93-0466  | 14 Jun 1994      | F-16A Block 15AT OCU | F-16A Block 20 MLU | activo        |             |
| 93-0467  | 10 Jun 1994      | F-16A Block 15AT OCU | F-16A Block 20 MLU | activo        |             |
| 93-0468  | 20 Jul 1994      | F-16A Block 15AV OCU | F-16A Block 20 MLU | activo        |             |
| 93-0469  | 29 Jul 1994      | F-16A Block 15AV OCU | F-16A Block 20 MLU | activo        |             |
| 93-0470  | 29 Jul 1994      | F-16A Block 15AV OCU | F-16A Block 20 MLU | activo        |             |
| 93-0471  | 26 Ago 1994      | F-16A Block 15AV OCU | F-16A Block 20 MLU | activo        |             |
| 93-0472  | 26 Ago 1994      | F-16A Block 15AV OCU | F-16A Block 20 MLU | activo        |             |
| 93-0473  | 31 Ago 1994      | F-16A Block 15AV OCU | F-16A Block 20 MLU | activo        |             |
| 93-0474  | 28 Set 1994      | F-16A Block 15AV OCU | F-16A Block 20 MLU | activo        |             |
| 93-0475  | 28 Set 1994      | F-16A Block 15AV OCU |                    | destruído     | [ nota 16 ] |
| 93-0476  | 29 Set 1994      | F-16A Block 15AV OCU | F-16A Block 20 MLU | activo        | [ nota 17 ] |
| 93-0477  | 12 Out 1994      | F-16A Block 15AV OCU | F-16A Block 20 MLU | activo        |             |
| 93-0478  | 30 Out 1994      | F-16A Block 15AW OCU | F-16A Block 20 MLU | activo        |             |
| 93-0479  | 18 Nov 1994      | F-16A Block 15AW OCU | F-16A Block 20 MLU | activo        | [ nota 18 ] |
| 93-0480  | 18 Nov 1994      | F-16A Block 15AW OCU | F-16A Block 20 MLU | activo        |             |
| 93-0481  | 22 Nov 1994      | F-16A Block 15AW OCU | F-16A Block 20 MLU | activo        |             |
| 93-0482  | 01 Fev 1994      | F-16B Block 15AT OCU | F-16B Block 20 MLU | activo        |             |
| 93-0483  | 26 Maio 1994     | F-16B Block 15AT OCU | F-16B Block 20 MLU | activo        |             |
| 93-0484  | 27 Maio 1994     | F-16B Block 15AT OCU | F-16B Block 20 MLU | activo        |             |

| Nº seríe | Data Entrega USAF | Data Entrega FAP | Versão USAF     | Versão actual FAP  | Estado actual | Notas       |
| -------- | ----------------- | ---------------- | --------------- | ------------------ | ------------- | ----------- |
| 81-0822  | 18 Jul 1983       | 12 Maio 1999     | F-16B Block 15H | F-16B Block 20 MLU | vendido       |             |
| 82-0904  | 28 Jun 1983       | 15 Jun 1999      | F-16A Block 15J | F-16A Block 20 MLU | vendido       | [ nota 19 ] |
| 82-0918  | 18 Ago 1983       | 15 Jun 1999      | F-16A Block 15J | F-16A Block 20 MLU | vendido       |             |
| 82-0936  | 12 Set 1983       | 15 Jun 1999      | F-16A Block 15K | F-16A Block 15K    | retirado      | [ nota 20 ] |
| 82-0941  | 30 Set 1983       | 2 Jul 1999       | F-16A Block 15K | F-16A Block 20 MLU | vendido       |             |
| 82-0944  | 07 Out 1983       | 02 Jul 1999      | F-16A Block 15K | F-16A Block 20 MLU | vendido       |             |
| 82-0948  | 27 Out 1983       | 02 Jul 1999      | F-16A Block 15L | F-16A Block 20 MLU | vendido       |             |
| 82-0952  | 02 Nov 1983       | 02 Jul 1999      | F-16A Block 15L | F-16A Block 20 MLU | activo        | [ nota 21 ] |
| 82-0975  | 12 Jan 1984       | 30 Jul 1999      | F-16A Block 15M | F-16A Block 20 MLU | vendido       | [ nota 22 ] |
| 82-0982  | 20 Jan 1984       | 30 Jul 1999      | F-16A Block 15M | F-16A Block 20 MLU | vendido       |             |
| 82-0999  | 22 Fev 1984       | 30 Jul 1999      | F-16A Block 15N | F-16A Block 20 MLU | vendido       |             |
| 82-1004  | 21 Mar 1984       | 30 Jul 1999      | F-16A Block 15N | F-16A Block 20 MLU | activo        | [ nota 23 ] |
| 82-1007  | 21 Mar 1984       | 16 Ago 1999      | F-16A Block 15P | F-16A Block 20 MLU | vendido       |             |
| 82-1017  | 26 Abr 1984       | 16 Ago 1999      | F-16A Block 15P | F-16A Block 20 MLU | vendido       |             |
| 82-1022  | 21 Maio 1984      | 17 Ago 1999      | F-16A Block 15P | F-16A Block 20 MLU | vendido       |             |
| 83-1068  | 26 Jun 1984       | 18 Ago 1999      | F-16A Block 15Q | F-16A Block 20 MLU | activo        |             |
| 83-1073  | 21 Jun 1984       | 16 Set 1999      | F-16A Block 15Q | F-16A Block 20 MLU | vendido       | [ nota 24 ] |
| 83-1076  | 05 Jul 1984       | 12 Maio 1999     | F-16A Block 15Q | F-16A Block 20 MLU | activo        | [ nota 25 ] |
| 83-1077  | 13 Jul 1984       | 22 Set 1999      | F-16A Block 15Q | F-16A Block 20 MLU | vendido       |             |
| 83-1080  | 27 Jul 1984       | 27 Set 1999      | F-16A Block 15Q | F-16A Block 20 MLU | vendido       |             |
| 83-1081  | 25 Jul 1984       | 16 Set 1999      | F-16A Block 15Q | F-16A Block 20 MLU | activo        | [ nota 26 ] |
| 83-1090  | 26 Set 1984       | 22 Set 1999      | F-16A Block 15R | F-16A Block 15R    | retirado      | [ nota 27 ] |
| 83-1167  | 21 Jun 1984       | 12 Maio 1999     | F-16B Block 15Q | F-16B Block 20 MLU | vendido       |             |
| 83-1168  | 23 Jul 1984       | 12 Maio 1999     | F-16B Block 15Q | F-16B Block 20 MLU | vendido       |             |
| 83-1171  | 27 Ago 1984       | 15 Jun 1999      | F-16B Block 15Q | F-16B Block 20 MLU | destruído     | [ nota 28 ] |

### Actualização MLU
Com a vinda do segundo lote de F-16, foram adquiridos também 20 Kits MLU para a respectiva actualização (cinco das aeronaves foram armazenadas para peças de substituição), mais tarde foram adquiridos mais 18 Kits, elevando para 38 as unidades actualizadas ou em fase de actualização, ou seja a totalidade dos F-16 operacionais. Os Kits comprados inicialmente eram modelo 2, entretanto estão já actualizados ao nível do F-16C/D Block 50/52, equiparando-os aos dos restantes parceiros Europeus da NATO. Se os prazos forem cumpridos todo o programa de actualização estará cumprido no final de 2011, ao ritmo de um avião por cada dois meses. Os aviões já actualizados são oficialmente designados F-16AM/BM.
- Principais modificações

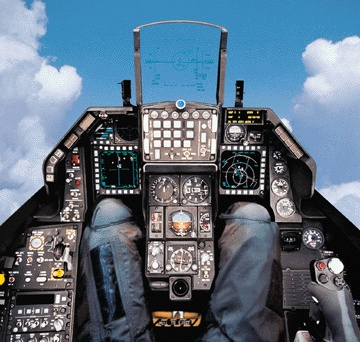
Cockpit similar ao F-16 MLU

- - Novo computador de combate/missão (MMC - Modular Mission Computer), substitui os anteriores três componentes, que equipavam as versões antigas, computador de controlo de tiro (XFCC), unidade de controlo da dados apresentado no HUD e a unidade de controlo e gestão do armamento transportado.  Deriva do computador do F-22 Raptor e possui uma capacidade de processar 155 milhões de operações por segundo. Existe a possibilidade de acrescentar módulos para aumento da capacidade, ou de substituição de módulos em face da natureza da missão a executar. Permite ainda a utilização de armamento de última geração.
  - Modernização do radar substituindo o AN/APG66 pelo APG-66(V)2A tornando-o equivalente ao que equipa os aviões do bloco 50. Com uma capacidade 25% superior em rastreio e detenção de alvos em relação ao anterior modelo, possui um alcance de 90 Km,[nota 29] permite monitorizar até dez alvos e disparar contra seis simultâneamente, contra contra medidas electrónicas (EECM) melhoradas, capacidade de rastreio e mapeamento terrestre melhoradas e apresentação de dados em monitor a cores.
  - Substituição do sistema IFF (interrogador amigo-inimigo), pelo AIFF (interrogador amigo-inimigo avançado) com um alcance superior a 150 Km permitindo a utilização de mísseis ar-ar para além das possibilidades do radar, com elevadas hipóteses de não ser cometido fratricídio.
  - Digital Terrain System, sistema que fornece ao piloto dados audíveis, sobre os obstáculos no terreno à sua frente quando voa de noite a baixa altitude, obtendo dados do radar e do altímetro. pode ser ligado ao piloto automático se o sistema de navegação do avião for digital.
  - Data-Modem, sistema que permite a comunicação entre vários F-16 e entre os F-16 e as estações terrestres ou com tropas no terreno permitindo uma maior integração das forças.

Dados compilados.

## Especificações
Dados referentes ao F-16C Block 30/40.
- Dimensões
  - Comprimento - 15,03 m
  - Envergadura -  9,45 m
  - Altura - 5,09 m
- Pesos & Cargas
  - Vazio - 8 495 kg
  - Normal à descolagem - 12 295 kg
  - Máximo à descolagem - 19 185 kg
  - Capacidade combustível interna - 3 985 litros
  - Capacidade combustível externa - 3 935 Litros
  - Carga máxima - 7 800 kg
- Propulsão
  - Motores - 1x General Electric F110-GE-100
  - Potência - 76,3 kN a seco, 128,9 kN com pós-combustão
  - Tipo de combustível - JP-8

- Performance
  - Velocidade máx. em altitude - Mach 2,05 (2 175 km/h) aos 12 190 m
  - Velocidade máx. ao nível do mar - Mach 1,2 (1 460 km/h)
  - Distância p/ descolar - (F-16A) 535 m com 1 815 kg de carga externa
  - Distância p/ aterrar - (F-16A) 810 m com 1 815 kg de carga externa
  - Razão de subida - 15 239 metros por minuto
  - Tecto máx. de serviço - 15 239 m
  - Raio de ação - 550 km em missão hi-lo-hi[nota 30] com 6xMk84 de 450 Kg
  - Autonomia máxima - 4 215 km com tanques externos
  - Limites da força g - 9 positivos / 3 negativos

### Armamento
- Canhão: 1× 20 mm  M61 Vulcan, 511 tiros
- Rockets:
  - 4× LAU-61/LAU-68 ou
  - 4× LAU-5003 ou
  - 4× LAU-10
- Mísseis ar-ar:
  - 2× AIM-7 Sparrow ou
  - 6× AIM-9 Sidewinder ou
  - 6× IRIS-T ou
  - 6× AIM-120 AMRAAM ou
  - 6× Python-4
- Mísseis ar-terra:
  - 6× AGM-45 Shrike ou
  - 6× AGM-65 Maverick ou
  - 4× AGM-88 HARM
- Mísseis antinavio:
  - 2× AGM-84 Harpoon ou
  - 4× AGM-119 Penguin
- Bombas:
  - 2× CBU-87 - Bomba de fragmentação (bomblets-pequenas explosões de efeito combinado)
  - 2× CBU-89 - Bomba de fragmentação  (minas antitanque e/ou antipessoal) (200Kg)
  - 2× CBU-97 - Bomba de fragmentação (450Kg)
  - 4× GBU-10 Paveway II - Bomba guiada por laser
  - 6× GBU-12 Paveway II - Bomba guiada por laser
  - 4× JDAM - Kit p/ guiamento (GPS ou navegação inercial) de bombas de queda livre
  - 4× Mark 84 - Bomba de queda livre (450Kg)
  - 8× Mark 83 - Bomba de queda livre (200Kg)
  - 12× Mark 82 - Bomba de queda livre (100Kg)
  - 8× GBU-39 SDB
  - B61 - bomba nuclear

### Outros
- SUU-42A/A - Flares (dispensador de engodo para mísseis guiados p/ infravermelhos) e chaff (engodo para mísseis guiados por emissão de ondas radar)
- AN/ALQ-131  AN/ALQ-184 - Casulo de ECM (contra medidas electrónicas) ou
- LANTIRN, - Casulo p/navegação e aquisição/iluminação de alvos em voo nocturno de baixa altitude

### Comparativo
|                       | F-16AM (MLU) | F-16C (Block30) | F/A-18C   | Mirage 2000     | MIG-29         | JAS 39 Gripen |
| --------------------- | ------------ | --------------- | --------- | --------------- | -------------- | ------------- |
| Comprimento           | 15,03 m      | 15,03 m         | 17,07 m   | 14,36 m         | 17,32 m        | 14,10 m       |
| Altura                | 5,09 m       | 5,09 m          | 4,66 m    | 5,20 m          | 4,73 m         | 4,50 m        |
| Envergadura           | 9,45 m       | 9,45 m          | 11,43 m   | 9,13 m          | 11,36 m        | 8,40 m        |
| Peso vazio            | 7 365 kg     | 8 495 kg        | 10 455 kg | 7 500 kg        | 10 900 kg      | 6 620 kg      |
| Peso máx. á descol.   | 17 055 kg    | 19 185 kg       | 25 400 kg | 17 000 kg       | 18 500 kg      | 12 500 kg     |
| Carga máxima          | 7 800 kg     | 7 800 kg        | 7 030 kg  | 6 300 kg        | 3 000 kg       | 6 500 kg      |
| Pontos de fixação     | 9            | 9               | 9         | 9               | 6/7            | 9             |
| Número de motores     | 1            | 1               | 2         | 1               | 2              | 1             |
| Potência c/ pós comb. | 122 kN       | 122,8 kN        | 142,4 kN  | 95,1 kN         | 162,8 kN       | 80,51 kN      |
| Razão potência/peso   | 1,5 (?)      | 1,09            |           | 0,91            |                | 0,97          |
| Velocidade máxima     | Mach 2,05    | Mach 2,05       | Mach 1,8  | Mach 2,2        | Mach 2,3       | Mach 2,0      |
| Autonomia máxima      | 4 215 km     | 4 215 km        | 3 335 km  | 3 704 km        | 2 900 km       | 3 200 km      |
| Tecto máximo          | 15 239 m     | 15 239 m        | 15 239 m  | 16 460 m        | 18 500 m       | 15 240 m      |
| Radar                 | AN/APG66(V)2 | AN/APG-68       | AN/APG-73 | Thomson-CSF RDM | Phazotron N019 |               |
| Alcance do radar      | 90 Km        | 130             | 110 km    | 100 km          | 70 km          |               |